# Hudsonspov
Hudsonspov (Limosa haemastica) är en vadarfågel i familjen snäppor.

## Utseende och läte
I alla dräkter har den långa mörka ben, ett tydligt vitt ögonbrynsstreck och en lång, svagt uppåtböjd näbb som är mörk längst ute på spetsen. I flykten syns dess vita vingband, svarta armhålor och mörka undre vingtäckare. Den har vit övergump och svart stjärt och en spetsig vinge. Könen är lika förutom att, precis som hos de andra spovarna, honorna har längre näbb än hanarna och är också något större.
Den adulta fågeln är mellan 37 och 42 centimeter och väger cirka 300 gram. I häckningsdräkt, som den börjar anlägga i april, har den mörkbrun vattrad överdel, rödbrunt bröst och undersida, grå övre vingtäckare, ljusgrå hals och kind, brun tygel och brun hjässa. Dess näbb är rödorange. Vinterdräkten som den har mellan oktober och mars är det mesta av fjäderdräkten grå och dess näbbfärg är rosa.
Den juvenila fågeln är grå och beigefärgad och ljusare än de adulta i vinerdräkt. Den har också ett tydligare vitt ögonbrynsstreck.
Hudsonspoven är som ett mellanting mellan rödspov och myrspov. Största skillnaden är hudsonspovens svarta armhålor. Den är till storlek och form lik myrspoven, men den har tydligare uppåtböjd näbb, längre ben. I fjäderdräkten är den mer lik rödspoven med sitt vita vingband, vita övergump och svarta stjärt.
Dess flyktläte är till frekvensen högre än de andra spovarnas och låter som ett kvi-wid i falsett. Dess sång är ett trestavig fras.

## Utbredning, biotop och häckning

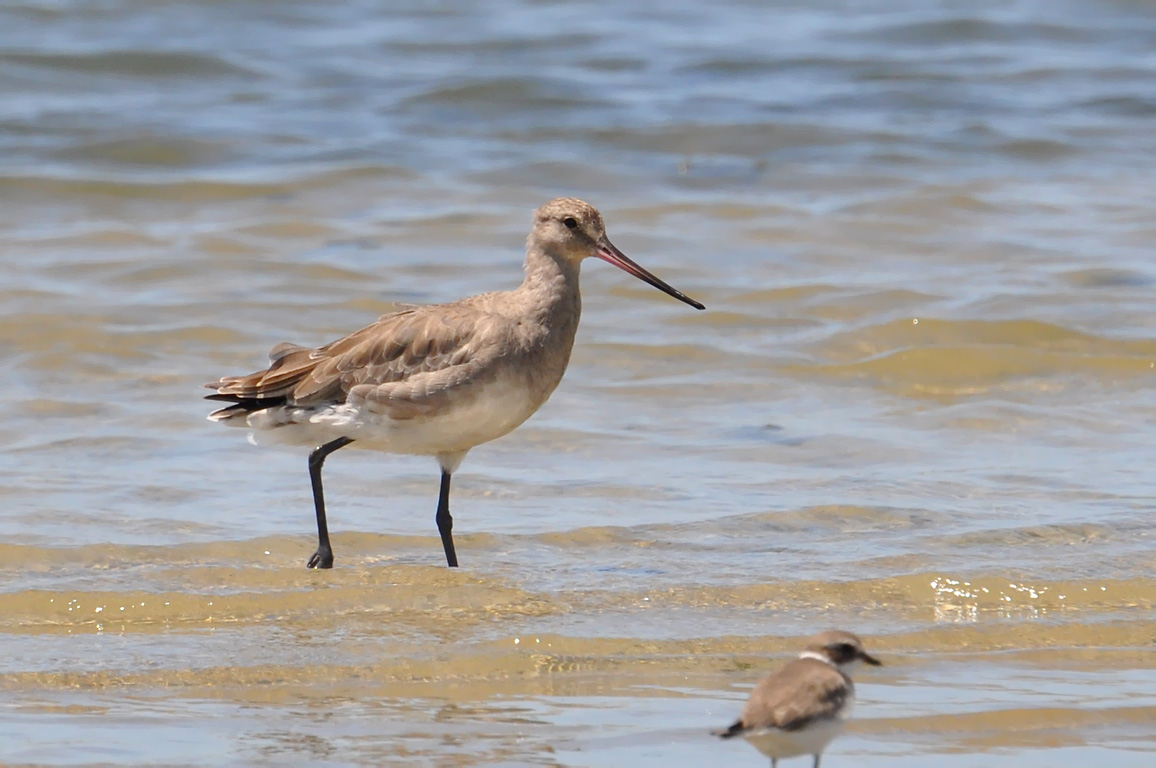
Hudsonspov i vinterkvarter i Rio Gande do Sul, Brasilien.

Hudsonspoven häckar nära trädgränsen i nordvästra Kanada och Alaska, och på stränderna vid Hudson Bay. De lägger sitt bo direkt på marken, väl dolt, i sumpiga områden. Honan lägger i genomsnitt fyra ägg. Efter kläckningen tar båda föräldrar hand om ungarna, som kan hitta sin egen föda och flyga efter cirka en månad.
Hudsonspoven är en flyttfågel som har sina övervintringslokaler i Sydamerika i Brasilien, Paraguay, Uruguay, Argentina, Peru och Chile. Innan flytten samlas de i stora skaror vid Jamesbukten i Kanada. Vid bra väderleksförhållanden flyger många av fåglarna hela sträckan non-stop.

### Förekomst utanför Amerika
I Europa har hudsonspov observerats några gånger i Storbritannien (första gången 1981) och en gång i Danmark (1986). Den har även observerats två gånger i Sverige. Första gången var det en adult fågel som sågs mellan den 14 till 21 juni 2003 i Greda vik på Öland. Andra tillfället var år 2006 då en individ sågs vid Ottenby på Öland och man tror att det var samma individ som vid första tillfället. Hudsonspov har också observerats i exempelvis södra Australien, Sydafrika, på Hawaii, Galápagosöarna och Nya Zeeland.

## Föda
Dessa fåglar söker sin föda genom att avsöka bottnar på grunt vatten. De äter mest insekter och små kräftdjur.

## Status och hot
Hudsonspoven är en relativt fåtalig art med begränsat utbredningsområde. Sentida studier visar också att den minskar kraftigt i antal, så pass att IUCN sedan 2024 anser den vara utrotningshotad, placerad i kategorin sårbar (VU). Vad som driver minskningen är oklart, men troligen spelar habitatförlust vid rast- och övervintringsplatser in, liksom påverkan från klimatförändringar. Världspopulationen uppskattas till mellan 41 000 och 70 000 vuxna individer.